# Післяматчеві пенальті

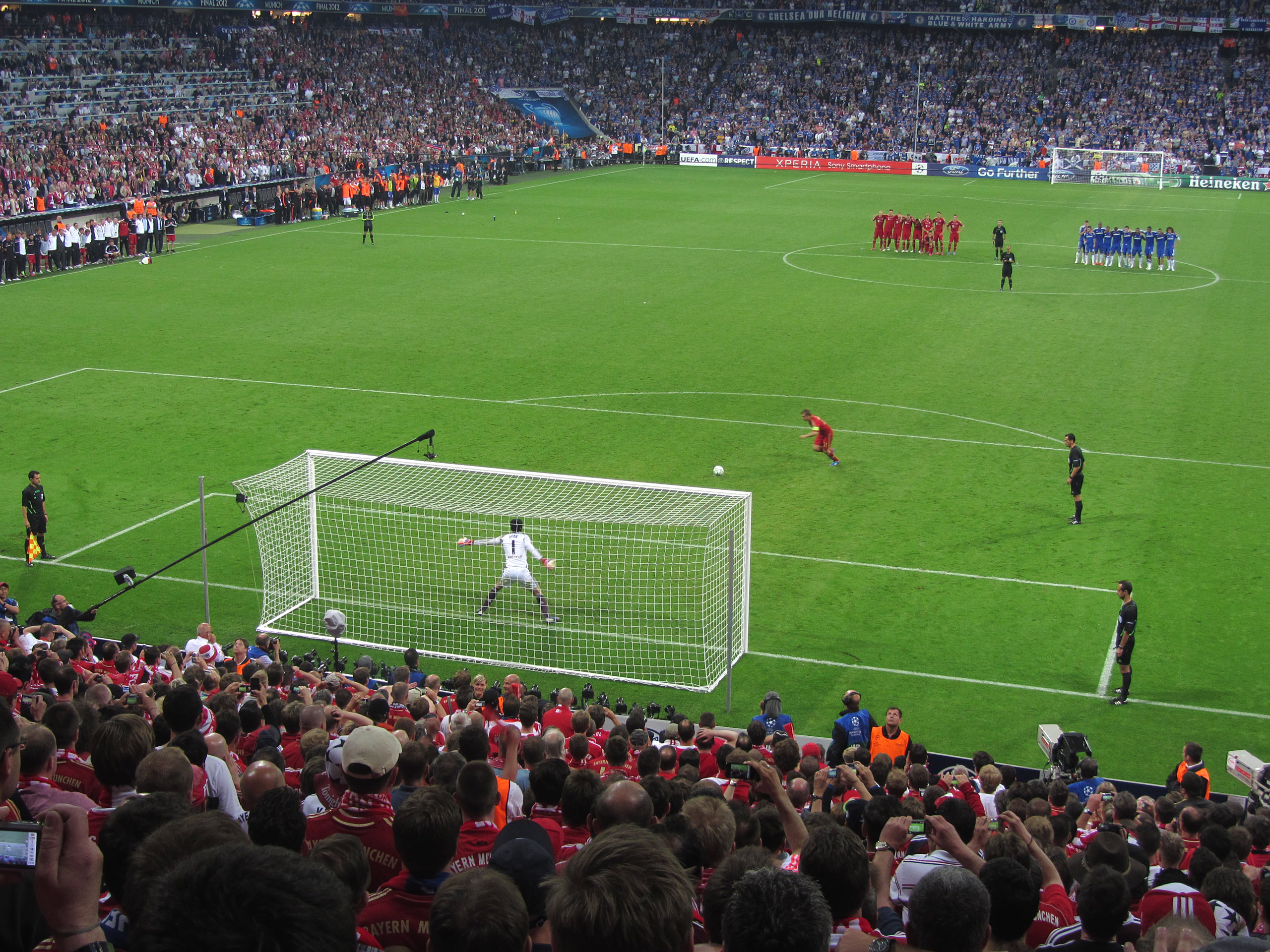
Післяматчеві пенальті у фіналі Ліги чемпіонів 2011/12

Післяматчеві пенальті, або серія післяматчевих пенальті (англ. Penalty shootout або kicks from the penalty mark) — метод, який застосовується у футболі для визначення переможця в матчі, що завершився внічию, коли формулою змагань нічийний результат в цьому матчі не допускається. 

## Застосування
Післяматчеві пенальті застосовуються переважно під час турнірів, які розігруються за олімпійською системою з вибуванням, для визначення команди, яка має потрапити до наступного кола змагань або виграє турнір. Більшість міжнародних футбольних турнірів (на відміну від переважної більшості національних чемпіонатів) включають фази, які розігруються за системою з вибуванням. Як правило, це фінальна фаза, яка слідує за груповим турніром; також за такою системою може бути організований попередній (кваліфікаційний) етап. Олімпійська система також застосовується у більшості національних кубкових турнірів. Наприкінці 1980-х років в національних чемпіонатах деяких європейських країн (зокрема, Норвегії, Угорщини та Югославії) проводився експеримент із влаштуванням серії пенальті після кожного матчу ліги, що завершився внічию; переможець серії здобував на одне очко більше, ніж команда, що програла. Однак ця практика не набула популярності і була скасована. Подібне деякий час також практикувалося у футбольних лігах США і Японії.
Як правило, до серії пенальті команди грають додатковий час — два додаткових тайми по 15 хвилин кожний. Однак, наприклад, у Кубку Лібертадорес післяматчеві пенальті пробиваються відразу по закінченні основного часу матчу. 
Удари по воротах в ході серії виконуються з одинадцятиметрової позначки, як і звичайні пенальті, однак регулюються правилами, дещо відмінними від правил пробиття пенальті під час ігри. Хоча за формою вони схожі на пенальті, вони не є штрафними ударами, позаяк призначаються не за порушення правил.
Голи, забиті під час серії, не включаються у фінальний рахунок матчу і не враховуються у статистиці м’ячів, забитих командами чи окремими гравцями. З технічної точки зору м’ячі, забиті у серії, не приводять до перемоги у матчі; результат залишається нічийним, і серія пенальті лише визначає, хто з двох суперників продовжить змагання (або стане чемпіоном, якщо це був фінальний матч). Однак у повсякденному вжитку вважається, що та чи інша команда «перемогла по пенальті». Результат такого матчу записується на зразок «2:2 (п. пен. 5:4)». В деяких змаганнях вважається, що команда, що виграла серію пенальті, перемогла у матчі з перевагою в один м’яч (незалежно від реального результату серії). Така система застосовувалася у північноамериканських футбольних лігах за часів, коли серія пенальті влаштовувалась після кожного нічийного матчу; зараз вона зустрічається переважно в турнірах студентських команд.

## Правила
Команда, що буде пробивати пенальті першою, визначається підкиданням монети, після чого головний арбітр матчу визначає ворота, в які будуть виконуватись удари. Усі удари здійснюються в одні ворота для того, щоб якнайкраще зрівняти шанси команд.
Усі гравці обох команд, окрім гравця, що виконує удар, і воротарів, повинні знаходитися у центральному колі. Воротар команди, що захищається, знаходиться у воротах. Воротар команди, що виконує удар, має знаходитись біля з'єднання лінії воріт і межі штрафного майданчика разом із боковим арбітром.
Правила виконання удару такі ж, як і під час ігрового пенальті. Удар виконується з одинадцятиметрової позначки і може бути перехоплений лише воротарем команди-суперника. До моменту удару воротар має перебувати між штангами на лінії воріт, хоча може стрибати на місці, махати руками та в інші способи розсіювати увагу гравця, що виконує удар.
Насправді воротар рідко залишається на лінії воріт; він зсувається уперед, намагаючись зменшити можливий кут удару і таким чином покращити шанси на його перехоплення. Якщо в результаті м'яч було перехоплено, арбітр може вимагати повторного удару, але таке трапляється дуже рідко.
Гравець, що виконує пенальті, може вдарити по м'ячу лише один раз. На відміну від звичайного пенальті, добивання м’яча, що відскочив від воротаря, не дозволяється. Також, як і при пробитті звичайного пенальті, не допускається добивання м'яча, що відскочив від перекладини або штанги.
Команди по черзі виконують по п’ять ударів. Однак якщо одна команда забила стільки голів, що інша вже неспроможна відігратись, серія пенальті одразу припиняється (наприклад, одна команда забиває три м'ячі, тоді як інша не забиває жодного, як трапилось у матчі ⅛ фіналу Україна — Швейцарія на чемпіонаті світу 2006 року).
Якщо перші п'ять ударів не визначають переможця, серія продовжується, поки одна з команд не здобуває перевагу. Відразу після цього серія закінчується.
Тільки гравці, що знаходились на полі на момент закінчення матчу, можуть виконувати удари в серії пенальті. Може бути замінений лише воротар, який зазнав травми під час серії, і тільки якщо його команда не використала максимальну кількість замін, дозволену регламентом змагань.
Ніякий гравець не може виконати другий удар під час серії післяматчевих пенальті, поки решта гравців його команди (включаючи воротаря) не вдарить по воротах хоча б по одному разу. Однак якщо на момент початку серії у складі однієї команди було менше гравців, ніж у складі другої, численніша команда повинна вирішити, хто з її гравців не буде брати участь у серії; таким чином, в серії пенальті бере участь однакова кількість гравців з обох сторін. Вилучити з учасників серії воротаря не дозволяється, оскільки виключений гравець покидає поле і вже ніяким чином не може брати участь у пробитті пенальті.

## Історія
В минулому функцію післяматчевих пенальті для визначення переможця в нічийному матчі виконував жереб. Найяскравіший приклад застосування жереба у футболі — півфінальний матч чемпіонату Європи 1968 року Італія — СРСР: матч завершився нульовою нічиєю, і Італія пройшла до фіналу (який потім і виграла, ставши чемпіоном Європи) через підкидання монети.
Винахід післяматчевих пенальті традиційно приписується німецькому арбітру Карлу Вальду з Франкфурта-на-Майні, який в 1970 році запропонував це нововведення Баварському футбольному союзу. Невдовзі після цього післяматчеві пенальті були прийняті Німецьким футбольним союзом, УЄФА і ФІФА.
Згідно з початковими правилами удари різних команд під час пробиття серії пенальті не чергувались: спочатку п'ять ударів поспіль виконувала одна команда, потім друга; серія припинялася щойно переможець ставав очевидним. Якщо перша серія з п'яти ударів не виявляла переможця, влаштовувалася друга, в якій першою пробивала п'ять ударів інша команда. Чергування ударів було впроваджене в 1976 році.
Першим великим міжнародним турніром, переможець якого був визначений за допомогою серії пенальті, став чемпіонат Європи 1976 року, у фіналі якого збірні Чехословаччини і Західної Німеччини зіграли внічию 2:2. В серії пенальті перевагу з рахунком 5:3 мала Чехословаччина; вирішальний гол забив Антонін Паненка після того, як удар Улі Генесса влучив у штангу.